# Gwyneth Jones (śpiewaczka)
Dame Gwyneth Jones (ur. 7 listopada 1936 w Pontnewydd) – walijska śpiewaczka operowa, sopran.

## Życiorys
Ukończyła Royal College of Music w Londynie, następnie studiowała w Sienie i Genewie. Zadebiutowała w operze w Zurychu w sezonie 1962/1963, początkowo jako mezzosopran. W 1963 roku występowała już jako sopran, wraz z zespołem Welsh National Opera w Cardiff oraz na deskach Covent Garden Theatre w Londynie. Od 1966 roku śpiewała na festiwalu w Bayreuth, gdzie na przestrzeni lat kreowała m.in. partie Kundry w Parsifalu, Senty w Śpiewakach norymberskich, Wenus w Tannhäuserze i Brunhildy w cyklu Pierścień Nibelunga. W 1967 roku wystąpiła w Nowym Jorku w przedstawieniu Medei Luigiego Cherubiniego oraz w wykonaniu VIII Symfonii Gustava Mahlera pod batutą Leonarda Bernsteina. W 1972 roku debiutowała w mediolańskiej La Scali jako Zyglinda w Walkirii Richarda Wagnera. W 1988 roku świętowała 25-lecie swojej pracy scenicznej, występując w tytułowej roli w Turandot na otwarciu sezonu operowego w Covent Garden.
Dysponuje głosem cechującym się rozległymi możliwościami interpretacyjnymi. Zasłynęła przede wszystkim rolami w operach Richarda Wagnera i Giuseppe Verdiego, ponadto posiadała w swoim repertuarze takie partie jak Donna Anna (Don Giovanni), Leonora (Fidelio), Marszałkowa (Kawaler srebrnej róży). Wykonywała także pieśni Schuberta, Straussa, Berga i Wagnera.
Komandor (1976) i Dama Komandor (1986) Orderu Imperium Brytyjskiego.